# 卡尔卡里
卡尔卡里（Kharkhari），是印度贾坎德邦Dhanbad县的一个城镇。总人口5653（2001年）。

## 人口
该地2001年总人口5653人，其中男性3102人，女性2551人；0—6岁人口950人，其中男456人，女494人；识字率55.39%，其中男性为66.44%，女性为41.94%。